# نیدرلانگن
نیدرلانگن (به آلمانی: Niederlangen) یک شهر در آلمان است که در امسلاند واقع شده‌است. نیدرلانگن ۱٬۲۲۶ نفر جمعیت دارد.